# Filippo Soffici
Filippo Soffici (født 9. februar 1970 i Firenze) er en italiensk tidligere roer.
Soffici blev juniorverdensmester i singlesculler i 1988, og året efter roede han dobbeltfirer ved senior-VM, hvor den italienske båd vandt sølv. I 1990 blev det til VM-bronze og i 1991 igen VM-sølv, fortsat i dobbeltfireren.
Han var med den italienske dobbeltfirer ved OL 1992 i Barcelona sammen med Gianluca Farina, Rossano Galtarossa og Alessandro Corona. De hentede en andenplads i det indledende heat, hvorpå de vandt deres semifinale. I finalen forbedrede den tyske båd deres olympiske rekord (sat i indledende heat) og vandt guld, mens nordmændene vandt sølv foran Italien, der akkurat holdt den schweiziske båd bag sig.

## OL-medaljer
- 1992:  Bronze i dobbeltfirer